# Opuntia galapageia

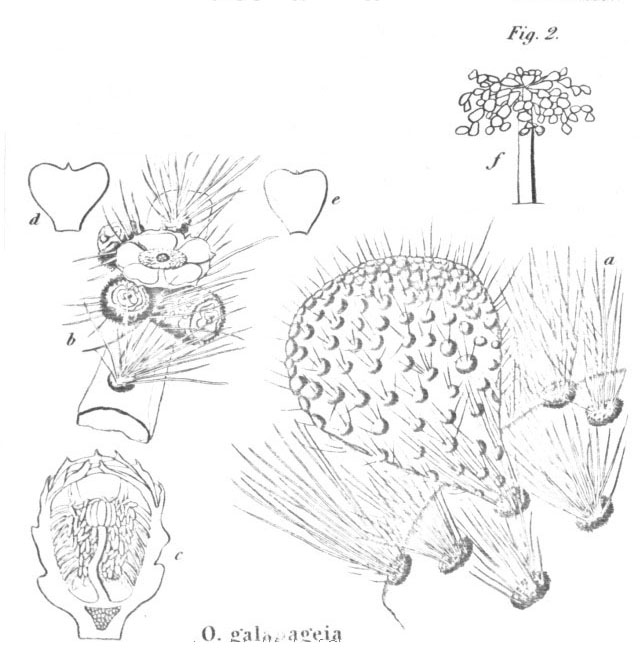
Abbildung in der Erstbeschreibung von 1837

Opuntia galapageia ist eine Pflanzenart in der Gattung der Opuntien (Opuntia) aus der Familie der Kakteengewächse (Cactaceae). Das Artepitheton galapageia bezieht sich auf die Galápagos-Inseln, wo sie zum ersten Mal von Charles Darwin gesammelt wurde.

## Beschreibung
Opuntia galapageia wächst baumartig und bildet gut entwickelte, gerundete Kronen aus. Sie erreicht Wuchshöhen von 2 bis 5 Metern. Der anfangs dornige, später mit rötlichen  Plättchen bedeckte Stamm ist für gewöhnlich deutlich ausgeprägt. Die grünen bis gelb-grünen Glieder sind rund, länglich, umgekehrt eiförmig und werden 22 bis 38 Zentimeter lang, 15 bis 27 Zentimeter breit und 1 bis 3,5 Zentimeter dick. Glochiden fehlen oder es sind nur wenige vorhanden. Die 5 bis 35 aufrechten, stark dimorphen (zweigestaltigen) Dornen sind  zunächst gelb und werden später rötlich oder bräunlich-weiß. Sie sind zwischen 2,5 und 7,5 Zentimeter lang.
Die gelben Blüten sind 2,5 bis 7,5 Zentimeter lang und erreichen Durchmesser zwischen 3,5 und 6 Zentimeter. Die Früchte sind grün, kugelförmig bis länglich und mit wenig Glochiden sowie einigen Dornen besetzt. Sie haben einen Durchmesser von 2 bis 3,5 Zentimeter und eine Länge von 2 bis 6 Zentimeter.

## Verbreitung, Systematik und Gefährdung
Die Erstbeschreibung erfolgte 1837 durch John Stevens Henslow.
Es werden folgende Varietäten unterschieden:
- Opuntia galapageia var. galapageia
ist auf den im Kolumbusarchipel liegenden Inseln Isla Bartolomé, Isla Pinta und Isla Santiago verbreitet.
- Opuntia galapageia var. macrocarpa E.Y.Dawson
ist nur auf der Isla Pinzón verbreitet.
- Opuntia galapageia var. profusa E.F.Anderson & Walk.
ist nur auf der Isla Rábida verbreitet.

Opuntia galapageia wird in der Roten Liste gefährdeter Arten der IUCN als „Endangered (EN)“, d. h. bedroht,  eingestuft. Die Entwicklung der Populationen wird als stabil angesehen.

## Nachweise